# Annáš
Annáš (Annas, Ananus) byl židovský velekněz v jeruzalémském chrámu v letech 6–15, který je zmiňován v Novém zákoně. Podle Janova evangelia k němu byl přiveden Ježíš po svém zatčení, Annáš ho vyslýchal a pak teprve poslal před soud k tehdejšímu veleknězi Kaifášovi.
Z Annášovy rodiny, o které se kriticky zmiňuje Talmud, pocházeli další velekněží včetně Kaifáše (dle Jana Annášův zeť) a Anana, který nechal popravit Ježíšova bratra Jakuba.